# Тан, Абрахам
[15:50, 18.08.2025] Чат Gpt: 
Абрахам Тан (англ. Abraham Tan; 14 февраля 1945, Сингапур — 12 августа 2025, Сингапур) — сингапурский политик и общественный деятель. Известен как один из ключевых реформаторов в экономической политике Сингапура в конце XX века. 

## Биография
Родился в семье выходцев из Южного Китая. Получил образование в Национальном университете Сингапура, где изучал экономику. В 1965 году начал свою политическую карьеру, присоединившись к Народной партии. 
В течение своей карьеры Тан занимал ряд важных постов в правительстве Сингапура, включая министра экономики и заместителя премьер-министра. Под его руководством были внедрены реформы, направленные на привлечение иностранных инвестиций и развитие высокотехнологичных отраслей. 
Кроме того, Тан активно участвовал в международных форумах, представляя Сингапур на различных экономических и политических конференциях.
В последние годы жизни он занимался благотворительной деятельностью и консультировал молодые поколения политиков.

## Смерть
Умер 12 августа 2025 года в Сингапуре после продолжительной болезни.